# Tina de Bruin
 (octobre 2018).
Si vous disposez d'ouvrages ou d'articles de référence ou si vous connaissez des sites web de qualité traitant du thème abordé ici, merci de compléter l'article en donnant les références utiles à sa vérifiabilité et en les liant à la section « Notes et références ».
Tina de Bruin, née le 24 novembre 1975 à Emmerich, est une actrice néerlandaise.

## Filmographie

### Cinéma et téléfilms
- 2001 : Joy Meal: Eva
- 2006 : Waltz (nl) : La douanière
- 2007-2008 : Julia's Tango (nl) : Pia Zonneveld / Pia de Cesari
- 2009 : Kan door huid heen (nl) : Aniek - 2009
- 2010 : Bernhard, schavuit van Oranje (nl) : Ursula von Panwitz
- 2010 : Papier hier : volwassen Helia
- 2011 : Jardins secrets (Gooische Vrouwen) : Juffrouw van Remy
- 2011 : De eetclub (nl)
- 2012 : Wat als? (nl)
- 2012 : De verbouwing : Astrid
- 2012 : Divorce (nl) : Emmy
- 2013 :  Chez Nous : Babette
- 2013 : Soof (nl) : verkoopster
- 2014 : Toen was geluk heel gewoon (nl) : Mary
- 2014 : Sinterklaasjournaal (nl) : Mama
- 2015 : Gouden Bergen (nl) : Chantal Maas
- 2015 : Stefan heeft een ster gevangen : Sara
- 2015 : Jack bestelt een broertje : Plien Plons
- 2015 : Meiden van de Herengracht (nl) : Christine Franken
- 2015 : Het geheim van Eyck (nl) : Cleo Koning
- 2016 : Bitterzoet : Caro
- 2017 : Dokter Tinus : Burgemeester Merel Ophuis
- 2017 : Het geheime dagboek van Hendrik Groen (nl) : Tine
- 2017 : Wakker worden! : Karin
- 2018 : Familie Kruys (nl) : Paulien
- 2020 : De Grote Slijmfilm (nl)

## Vie privée
Elle fut en couple avec l'acteur Vincent Croiset, de cette union naît un fils.